# 下韦尔德里奥
下韦尔德里奥（義大利語：Verderio Inferiore），是意大利莱科省的一个市镇。总面积3平方公里，人口2887人，人口密度962.3人/平方公里（2009年）。国家统计（ISTAT）代码为097087。